# Renault Maxity
Maxity Renault — легкий комерційний автомобіль з кабіною над двигуном запущений французький виробником Renault Trucks в 2007 році.

## Опис
Maxity є майже ідентичним Nissan Cabstar, розділяючи ті ж трансмісії і варіанти двигунів і виготовляється на тому ж заводі компанії Nissan в місті Авіла, Іспанія. У той час як обмін двигунами і виробничими потужностями є частиною альянсу Renault-Nissan, автомобіль продається компанією Renault Trucks, яка належить концерну Volvo.
Renault Trucks оновила Renault Maxity для того, щоб він відповідав екологічним нормам Euro 5 для легких комерційних транспортних засобів (повною масою до 3.5 т). Основна зміна - більш потужні двигуни. Maxity тепер пропонується з двома двигунами на вибір, обидва з уприскуванням common rail. Варіантів по потужності три: DXi 2.5 літра 120 к.с. при 3600 об/хв і обертовим моментом 250 Нм при 1600 об/хв; DXi 2.5 літра 140 к.с. при 3600 об/хв і обертовим моментом 270 Нм при 1800 об/хв; DXi 3 літри 150 к.с. при 3400 об/хв і обертовим моментом 350 Нм при 1600 об/хв.
2.5-літровий двигун забезпечує прекрасний компроміс між рівним крутний момент і низькою вагою. Витрата палива знижена на 4% в порівнянні з попередньою моделлю. Пробіг між заміною масла збільшений з 30000 до 40000 км в стандартних умовах, знижуючи витрати власника. 3-літровий двигун, відповідає нормам Euro 5 і, навіть, EEV, в першу чергу завдяки фільтром сажі з автоматичною або ручною регенерацією, який входить в стандартне оснащення. Більш того, турбокомпресор зі змінною геометрією дозволяє досягти максимального крутного моменту вже при 1200 об / хв. Диференціал, який був опцією для 2.5-літрових версій, тепер доступний також для 3-літрових модифікацій.
Передавальні числа головної передачі були оптимізовані. Зокрема, головна передача на 140-сильною 2.5-літрової версії стала довшою, дозволяючи знизити витрату палива до 8% в порівнянні з попередньою версією. На 120-сильному варіанті діаметр зчеплення був збільшений з 240 до 250 мм для більшого терміну служби.
Що стосується дизайну, оновлені Maxity отримали нові бампера більш агресивного виду з поліпшеною вентиляцією, які надали зовнішнім виглядом відчуття "дорослого вантажівки". Комфорт водія дещо підвищили, додавши додаткові шумоізоляційні панелі на задній стінці кабіни, моторному тунелі і дверях. А ще завдяки деяким змінам в панелях, двері стало легше закривати.